# Papillon (livre)
Pour les articles homonymes, voir Papillon (homonymie).
Papillon, publié en 1969, est un livre à succès réputé autobiographique d'Henri Charrière, qui y raconte ses aventures du temps où il fut bagnard en Guyane française, dans les années 1930 et 1940. Le roman déclencha un vaste débat sur les limites, dans un texte présenté comme fidèle à la réalité, du recours à la fiction et de l'appropriation des aventures d'autres personnages par un auteur.

## Contenu
Dans cet ouvrage, vendu à plus de 13 millions d'exemplaires dans le monde, l'auteur dit retracer ses propres aventures, en omettant de préciser que certaines sont celles d'autres forçats (dont Charles Brunier et René Belbenoît) datant parfois de plusieurs décennies avant que lui n'arrive sur le sol guyanais, en 1934. Les premiers lecteurs ont donc l'impression de lire le récit d'un parcours très spectaculaire de prisonnier injustement condamné qui fait tout pour survivre et s'échapper.
Le surnom « Papillon » vient d'un tatouage de l'insecte sur la poitrine de l'auteur alors qu'il était à Calvi en 1926 dans un bataillon disciplinaire. Le papillon représente un espoir de liberté, mais était aussi un tatouage commun chez les voleurs au début du XXe siècle (« comme lui, je vole »). Il symbolise enfin la métamorphose de la chrysalide en ce bel insecte (Lepidoptera), et par analogie la transformation, la renaissance chez l'homme, comme ce fut le cas pour Henri Charrière. L'illustration de la couverture du livre (aux éditions Robert Laffont) est probablement un clin d'œil au test de Rorschach dont les taches peuvent être interprétées comme représentant un papillon.
Henri Charrière écrivit une suite, qui se déroule au Venezuela : Banco, parue en 1972 aux éditions Robert Laffont.

## Critiques
Il existe deux ouvrages qui ont démenti la véracité de Papillon : 
- Les Quatre Vérités de Papillon du journaliste Georges Ménager. Cet ouvrage alterne les comptes rendus du procès pour homicide qui mena Henri Charrière au bagne, bien différents de la description qu'en fit par écrit le condamné trente ans plus tard, et d'autres éléments de biographie d'Henri Charrière. Il ressort des comptes rendus judiciaires qu'Henri Charrière a été identifié par plusieurs témoins. Cela jette le doute sur le fondement du livre d'Henri Charrière, qui dit s'évader pour se venger d'avoir été condamné à tort ;
- Papillon épinglé du romancier Gérard de Villiers. Dans ce livre, l'auteur de SAS épluche les pages de Papillon et les compare avec des comptes rendus de la vie au bagne, et notamment des témoignages d'autres bagnards. Il en ressort que l'ouvrage d'Henri Charrière est particulièrement sujet à caution. Par exemple, son évasion de l'île du Diable n'a jamais été remarquée par le système pénitentiaire, au contraire de sa libération qui est bel et bien enregistrée par l'administration. De la même manière, son long séjour sur les terres des indigènes guyanais à la suite de sa première évasion est tout aussi douteux, car des documents prouvent que Charrière sera repris quelques semaines seulement après sa première évasion, et non plus d'un an et demi après.

En décembre 1969, quelques mois après la sortie du livre, l'éditeur Robert Laffont envoie le documentaliste Roger-Jean Ségalat sur les lieux du récit pour en contrôler la véracité. Ségalat y décèle plusieurs éléments mensongers et relate son expédition dans un récit intitulé Sur les traces de Papillon, qu'il s'abstient toutefois de publier. Dans un livre de souvenirs paru en 1974, l'éditeur Robert Laffont, consacrant un passage élogieux à Charrière, ne dira rien des découvertes de son envoyé spécial.
Avec le recul, le livre est vu comme une « biographie (largement) romancée ». Plusieurs des faits présentés comme appartenant à la vie de Charrière furent en réalité vécus par d'autres personnages, notamment Clément Duval, Marius Jacob, René Belbenoît,, Pierre Bougrat, et Charles Brunier.
À la décharge d'Henri Charrière, il semble que le premier jet de Papillon était une compilation d'aventures de différents bagnards. Robert Laffont, dans le but de rendre le récit plus vivant, aurait demandé à l'auteur de tout reprendre à la première personne du singulier. Et ce dernier, pressentant le potentiel commercial d'un tel livre, aurait accepté. Interrogé sur les multiples invraisemblances du récit publié, Henri Charrière déclara qu'il s'agissait d'une « œuvre commune ».[réf. souhaitée]
L'écrivain Max Gallo a été désigné comme étant le coauteur caché de Papillon, un professionnel du récit historique qui lui aurait donné son souffle épique. Robert Laffont a affirmé, dans ses souvenirs en 1974, avoir la preuve que Charrière était le seul auteur du livre, mais Hubert Prolongeau écrivait en 2004 : « Ceux qui juraient il y a trente ans que Papillon était l'œuvre d'Henri Charrière évoquent maintenant en souriant le patient travail de Max Gallo sur ce livre. »

## Adaptations cinématographiques
- Papillon film américain de Franklin Schaffner (1973) avec Steve McQueen et Dustin Hoffman.
- Papillon film américano-hispano-tchèque de Michael Noer (2017) avec Charlie Hunnam et Rami Malek.